# Řek's už ďáblovi ne?
Řek's už ďáblovi ne? (1990) je album Svatopluka Karáska. Na albu jej doprovází na kytaru Zdeněk "Londýn" Vokatý. Album vyšlo na LP, kde na 1. straně je záznam z koncertu ve Vratislavi z roku 1989 (skladby 1–5) a na druhé straně je studiová nahrávka (skladby 6–11). V poslední písni (Hadovky smrduté), kterou Svatopluk Karásek složil na melodii písně Houby (známé též jako Muchomůrky bílé) Milana Hlavsy, zpívá také Stáňa Karásková.

## Skladby
1. Say No to the Devil (tradicionál / Svatopluk Karásek)
2. Král Baltazar (tradicionál / Svatopluk Karásek)
3. Ufoni (africká lidová / Svatopluk Karásek)
4. Přímluva (tradicionál / Svatopluk Karásek)
5. Ten den (tradicionál / Svatopluk Karásek)
6. Aj obešel já... (tradicionál / Svatopluk Karásek)
7. Temné stíny (tradicionál / J. Lejman)
8. Mužena (tradicionál / Svatopluk Karásek)
9. Muž Bohem stvořený (tradicionál / Svatopluk Karásek)
10. Ve Vídni žehnej volům (J. Lejman / Svatopluk Karásek)
11. Hadovky smrduté (Milan Hlavsa / Svatopluk Karásek)